# 计次票
计次票，又名回数票（日語：回数券）指的是在一定时间内，一定的区间内，有次数限制的乘坐公共交通运输工具的一种车票。通常打折贩卖，像以10张的价格贩卖11张车票的样子进行贩卖。